# Novartis
Новартис (званично Novartis International AG) је међународна фармацеутска компанија са седиштем у Базелу, Швајцарска.
Важи за једну од највећих фармацеутских компанија у свету.
Основана је 1996. спајањем две швајцарске фирме Ciba-Geigy и Sandoz Laboratories.
Истраживачке лабораторије компаније, као и производња, налазе се широм света (нпр. САД, Швајцарска, Велика Британија).